# Jacques Feyder
Jacques Feyder, nato Jacques Léon Louis Frédérix (Ixelles, 21 luglio 1885 – Prangins, 24 maggio 1948), è stato un regista, sceneggiatore e attore belga naturalizzato francese.
Nel 1936 vinse la Coppa per la miglior regia per il film La kermesse eroica alla Mostra del Cinema di Venezia.

## Biografia
Attivo come regista dal 1915 al 1947, con un totale di 48 film diretti. Come sceneggiatore, firmò 16 pellicole. Apparve anche come attore (11 film), e come montatore (2 titoli), architetto-scenografo (2 film), supervisore e produttore (un film in entrambe le attività).
In un trentennio di regia (1916-1946) i suoi film di maggior rilievo furono Atlantide (1921), Crainquebille (1922), Carmen (1926), Teresa Raquin (1928), I nuovi signori (1929), Pensione Mimosa (1935) e soprattutto La kermesse eroica (1935).
Si distinse come perenne ricercatore, ideatore di ambienti, di atmosfere, di soggetti popolari e di esecuzioni raffinate che fecero di lui uno dei creatori di quel realismo poetico dal quale trassero ispirazione i migliori registi francesi degli anni trenta, a cominciare da Marcel Carné.
Sposato con l'attrice Françoise Rosay, dal loro matrimonio, celebrato nel 1917 e durato tutta la vita, nacquero tre figli. Feyder morì in Svizzera, il 24 maggio 1948 a Rive-de-Prangins all'età di 62 anni.

## Filmografia

### Regista
- Des pieds et des mains
- Un conseil d'ami
- Tiens, vous êtes à Poitiers?
- Monsieur Pinson policier
- L'Homme de compagnie
- Le Pied qui étreint (1916)
- Le Pardessus de demi-saison
- Le destin est maître
- Le Bluff
- La Trouvaille de Buchu
- La Pièce de dix sous
- Biscot se trompe d'étage
- Abrégeons les formalités
- Têtes de femmes, femmes de tête
- L'instinct est maître
- Les Vieilles Femmes de l'hospice
- Le Ravin sans fond
- Le Frère de lait
- Le Billard cassé
- La Faute d'orthographe
- L'Atlantide (1921)
- Crainquebille
- Das Bildnis
- Visages d'enfants
- Au pays du roi lépreux
- Gribiche
- Carmen (1926)
- Teresa Raquin (Thérèse Raquin) (1928)
- Les Nouveaux Messieurs (1929)
- Il bacio (The Kiss) (1929)
- Le spectre vert
- Si l'empereur savait ça
- Olympia (1930)
- Anna Christie (1930)
- La piccola amica (Daybreak) (1931)
- Révolte dans la prison
- Il figlio dell'India (Son of India)
- La donna dai due volti (Le Grand Jeu) (1934)
- Pensione Mimosa (Pension Mimosas) (1935)
- La kermesse eroica (La Kermesse héroïque) (1935)
- Die klugen Frauen (1936)
- La contessa Alessandra o L'ultimo treno da Mosca (Knight Without Armour) (1937)
- Les Gens du voyage
- Nomadi (Fahrendes Volk) (1938)
- La legge del Nord (La Loi du nord)
- Une femme disparaît
- L'albergo della malavita (Macadam)
- Matura-Reise

### Sceneggiatore
- La Faute d'orthographe, regia di Jacques Feyder (1918)
- L'Atlantide, regia di Jacques Feyder (1921)
- Crainquebille
- Visages d'enfants
- Gribiche (1926)
- Carmen, regia di Jacques Feyder (1926)
- Les Nouveaux Messieurs (1929)
- Gardiens de phare
- La donna dai due volti (Le Grand Jeu), regia di Jacques Feyder (1934)
- Pensione Mimosa (Pension Mimosas), regia di Jacques Feyder (1935)
- La kermesse eroica (La Kermesse héroïque), regia di Jacques Feyder (1935)
- Les Gens du voyage
- Nomadi (Fahrendes Volk), regia di Jacques Feyder (1938)
- La legge del Nord (La Loi du nord ), regia di Jacques Feyder (1939)
- Une femme disparaît
- Il grande giuoco (Le Grand Jeu), regia di Robert Siodmak - soggetto (1954)

### Attore (parziale)
- Cendrillon ou La Pantoufle merveilleuse, regia di Georges Méliès (1912)
- Protea (Protéa), regia di Victorin-Hippolyte Jasset (1913)
- Protea III - Verso la morte (Protéa III ou La course à la mort), regia di Joseph Faivre (1915)
- L'evasione del morto (L'Evasion du mort), regia di Louis Feuillade (1916)